# Fritzleo Lentzen-Deis
Fritzleo Lentzen-Deis S.J. (Bernkastel-Kues, 15 marzo 1928 – Coblenza, 29 marzo 1993) è stato un gesuita tedesco, conosciuto esegeta della Bibbia, professore di Nuovo Testamento e Giudaismo a partire dal 1970 presso il Pontificio Istituto Biblico di Roma e presso la Philosophisch-Theologische Hochschule Sankt Georgen di Francoforte sul Meno.
La sua opera più importante è il Commentario al Vangelo secondo Marco, elaborato simultaneamente in lingua spagnola e tedesca da un'équipe di esegeti e teologi latinoamericani e tedeschi. Il Commentario è stato pubblicato postumo in spagnolo nel 1994 e in tedesco nel 1998. Nel 2003 è stato pubblicato anche in portoghese.
Il suo progetto più importante è la fondazione dell'Associazione Evangelium und Kultur nel 1989 per promuovere la ricerca nel campo della esegesi biblica, per la pubblicazione dell'intero Commentario del Nuovo Testamento nella prospettiva della linguistica pragmatica, per la promozione del Progetto di esegesi interculturale, e per la realizzazione di Convegni annui destinati allo studio e allo scambio tra membri dell'Associazione provenienti da diversi paesi.

## Sacerdote e biblista
Nacque a Bernkastel-Kues il 15 marzo 1928, da Fritz Lentzen-Deis, commerciante di vini, e da Rosa Josephine Nellen. Fu battezzato nella parrocchia Sankt Brictius di Bernkastel-Kues, dove trascorse anche l'infanzia e l'adolescenza.
Nel 1948, all'età di 20 anni, entrò nella Compagnia di Gesù presso la Provincia Germaniae Septentrionalis. Compì gli studi presso la Facoltà di Filosofia dei gesuiti a Pullach e presso la Facoltà di Teologia dei gesuiti a Francoforte sul Meno. Ricevette l'ordinazione sacerdotale il 30 luglio 1960 dal vescovo Wilhelm Kempf, vescovo di Limburgo, nel Duomo di San Bartolomeo a Francoforte sul Meno.
Nel 1969, ottenne il Dottorato in esegesi biblica nel Pontificio Istituto Biblico di Roma. La sua tesi, pubblicata nel 1970, con il titolo Die Taufe Jesu nach den Synoptikern. Literarkritische und gattungsgeschichtliche Untersuchungen (Il battesimo di Gesù nei Vangeli Sinottici dal punto di vista della ricerca storico-critica e del genere letterario), ha contribuito a illuminare dal punto di vista del genere letterario il tema della teofania battesimale di Gesù nei Vangeli Sinottici, proponedo di intenderlo come Deute-Vision ("Visione Interpretativa"), un genere letterario biblico-apocalittico, assai comune nel giudaismo, nel quale la visione attribuita ad un personaggio serve ad interpretare il significato della sua figura e missione.
Nel 1970, iniziò il suo insegnamento presso la Philosophisch-Theologische Hochschule Sankt Georgen di Francoforte sul Meno e presso il Pontificio Istituto Biblico di Roma, alternando sistematicamente ogni anno i due semestri accademici tra Francoforte e Roma, e tenendo, per ventitré anni, corsi e seminari di esegesi biblica del Nuovo Testamento, letteratura intertestamentale e giudaismo. Molto apprezzato come moderatore e relatore di tesi di dottorato a Roma e a Francoforte, collaborò anche con la Pontificia Università Gregoriana di Roma nella elaborazione di numerose tesi di Teologia biblica di spiccato orientamento verso la interculturalità.
Si impegnò costantemente nel comunicare i risultati degli studi biblici ad un pubblico più ampio di quello delle aule universitarie. A questo proposito, collaborò con alcuni programmi televisivi e organizzò ogni anno nei mesi estivi dei Seminari di studio di chiaro taglio multidisciplinare e multiculturale, impartendo conferenze e lezioni in diversi paesi di America e Asia. Un'esperienza questa che sta alla base di molte importanti intuizioni della sua proposta metodologica e della organizzazione nel 1981 dell'Interkulturelle Forschungsprojekt (Progetto di ricerca interculturale), che convergerà più tardi nel 1989 nell'Associazione Evangelium und Kultur come Progetto di esegesi interculturale.
Nel 1987, a richiesta del Dipartimento di Catechesi del Consejo Episcopal Latinoamericano (CELAM), intraprende l'opera più impegnativa della sua carriera: un Commentario del Nuovo Testamento avendo in mente una scelta metodologica, editoriale e di cura pastorale molto precise che insieme definiscono e orientano questa opera ancora oggi in processo di completamento attraverso l'impegno dell'Associazione Evangelium und Kultur.
Una delle caratteristiche più innovative del suo lavoro risiede nella proposta di superare l'orizzonte individuale negli studi e nel insegnamento dell'esegesi biblica attraverso l'impostazione di una progettualità della ricerca che vada oltre l'orizzonte temporale della propria vita e anche oltre l'orizzonte culturale delle proprie radici. Introduce a questo proposito, nel campo degli studi biblici, il concetto di progetto di ricerca che comporta un più ampio respiro nei tempi, nell'epistemologia e nell'interculturalità, già da tempo adoperato nel campo delle scienze moderne. Per questo motivo, va considerato in questo settore non soltanto un professore e un ricercatore di esegesi biblica, ma soprattutto un animatore intellettuale e un coordinatore di progetti di ricerca (project manager).

## La proposta metodologica
La sua opera più importante è il Commentario al Vangelo secondo Marco che fu pubblicato in spagnolo nel 1994 dal Consejo Episcopal Latinoamericano (CELAM), e in tedesco nel 1998. L'edizione definitiva in spagnolo appare nel 1998 per i tipi dell'Editorial Verbo Divino (EVD) di Navarra, Spagna.
Il Commentario si caratterizza per un approccio metodologico che coinvolge gli sviluppi della linguistica pragmatica, l'assunzione di la prospettiva dell'interculturalità, la stretta collaborazione di un'equipe di esegeti e teologi latinoamericani e tedeschi, e la scelta come target per l'edizione dei responsabili latinoamericani della catechesi impegnati nella nuova evangelizzazione.
L'Associazione Evangelium und Kultur ha completato posteriormente l'intero Commentario dei Vangeli e degli Atti degli Apostoli, pubblicato in spagnolo dall'EVD di Navarra e in tedesco dalla Katholisches Bibelwerk di Stuttgart. Il Commentario al Vangelo secondo Luca, di Rainer Dillmann e César Mora Paz, appare nel 2000 in tedesco e nel 2006 in spagnolo. Il Commentario al Vangelo secondo Giovanni, di Sjef van Tilborg, appare nel 2005 in spagnolo e in tedesco. Il Commentario al Vangelo secondo Matteo, di Massimo Grilli e Cordula Langner, è stato pubblicato nel 2010 in tedesco e nel 2011 in spagnolo. Il Commentario agli Atti degli Apostoli, di Detlev Dormeyer e Florenzio Galindo, fu pubblicato nel 2003 in tedesco e nel 2007 in spagnolo.

## L'Associazione Vangelo e Cultura
Per la realizzazione di quella prima opera e per la continuazione del progetto di un intero Commentario del Nuovo Testamento in quella prospettiva, egli fonda l'Associazione Evangelium und Kultur, registrata ufficialmente il 3 giugno 1989, a Düsseldorf. L'Associazione è stata segnalata nel 2010 come una delle proposte per l'insegnamento biblico in occasione del Centenario del Pontificio Istituto Biblico.
L'Associazione si impegna nel campo dell'esegesi biblica a canalizzare risorse finanziarie, tecniche e umane destinate alla ricerca biblica. Porta avanti il progetto del completamento del Commentario dell'intero Nuovo Testamento, l'ininterrotta organizzazione dal 1993 dei Convegni annui per l'approfondimento costante di una metodologia dell'esegesi biblica che coinvolga creativamente il testo biblico, la linguistica pragmatica e l'interculturalità, e la pubblicazione di opere di metodo destinate ad aprire nuovi orizzonti per la ricerca biblica.
L'Associazione, come d'altronde Fritzleo Lentzen-Deis a suo tempo, collabora attivamente da molti anni con la Federazione Biblica Cattolica (FEBIC) e partecipa nelle diverse Assemblee e Congressi internazionali. Speciale risalto va dato al contributo con diverse conferenze al Congresso Internazionale per il 40º Anniversario de la Dei Verbum, tenutosi a Roma nel 2005.